# Dis//connêcT
《Dis//connêcT》은 코홀트의 두 번째 컴필레이션 앨범이다. 오케이션과 비프리, 브라이언 체이스 3인의 합작 앨범으로 믹스테잎의 형식으로 발표되었다.

## 개요
과거 비프리와 브라이언 체이스의 합작 앨범으로 기획되었으나 여기에 오케이션이 참여하게 되어 3인 합작 앨범이 되었다. 과거 프로젝트명은 CHA$E X FREE였다. 88rising에 올라온 Takeoff 뮤직비디오 초반부에서 확인가능.
브라이언 체이스의 사운드클라우드를 통해서만 공개하였으며 현재는 모종의 이유로 전부 내려간 상태이다. 비프리가 인스타 라이브에서 밝힌 바에 따르면 오케이션과 브라이언 체이스의 소속사인 더블랙레이블과의 합의가 되지 않아 음원사이트에 올릴 수 없었다고 한다. 
참고로 곡 작업은 Mandip의 스튜디오와 YG의 THEBLACKLABEL스튜디오에서 이루어졌다. 앨범 커버를 보면 코홀트 로고와 함께 더블랙레이블 로고도 꼭 나와있는 이유가 이 탓이다.
현재는 유튜브를 통해서 모두 감상할 수 있고 팬이 다운로드 링크를 뿌리기도 했다. 수록곡 중 'Takeoff (Remix)'의 경우 비프리의 사운드 클라우드 계정에 다시 업로드된 상태이며 비프리의 싱글 'Wild Wild West'에 수록되기도 하였다.
모두 3주 차에 걸쳐 나눠 공개되었다.이 과정 중 예고한 시간보다 늦게 공개되어 비프리가 인스타그램에 '죽을죄를 지었습니다'라고 글을 남기기도 했다(...) #
앨범 발매 전 Takeoff의 뮤직비디오를 88rising의 유튜브 계정을 통해 선공개했다.
피처링은 키스 에이프 한 명뿐이다. 특이한 점은 코홀트 멤버인 CokeJazz의 비트나 주변 비트메이커들의 참여 없이 다 외부 비트를 사용했다는 점이다. 그중 대부분이 유튜브 비트메이커들이고, RONNY J가 수록곡 중 하나인 'TAKEOFF'를 프로듀싱하였다.

## 트랙 리스트

### 1. Dis//
| Dis//                     |
| ------------------------- |
| 발매날짜) 2017년 5월 13일 |
| 기획사) THE BLACKLABEL    |

| 트랙 | 곡명                              | 참여                             | 비고   |
| ---- | --------------------------------- | -------------------------------- | ------ |
| 01   | Bet They Know                     | B-Free, Bryan Cha$e              | -      |
| 02   | Takeoff                           | B-Free, Bryan Cha$e              | 선공개 |
| 03   | H20                               | B-Free, Bryan Cha$e, 오케이션    | -      |
| 04   | Underwater Bank (Feat. Keith Ape) | Bryan Cha$e, 오케이션, Keith Ape | [ 5 ]  |
| 05   | Blooop                            | B-Free, Bryan Cha$e, 오케이션    | -      |
| 06   | Spongebob                         | B-Free, Bryan Cha$e, 오케이션    | -      |
| 07   | Catch Up                          | B-Free, Bryan Cha$e              | -      |

1주 차에 공개된 부분으로 총 7곡이 수록되었다. 이 중 'Takeoff'의 경우 선공개곡이고, 'Underwater Bank'는 과거 88rising과의 프로젝트인 'The Last Orcas'의 수록곡이었으나 이번 앨범에 수록되었다.

### 2. //connêcT
| //connêcT                 |
| ------------------------- |
| 발매날짜) 2017년 5월 13일 |
| 기획사) THE BLACKLABEL    |

| 트랙 | 곡명           | 참여                          | 비고  |
| ---- | -------------- | ----------------------------- | ----- |
| 01   | Bet They Know  | B-Free, Bryan Cha$e, 오케이션 | -     |
| 02   | Takeoff        | B-Free, 오케이션              | -     |
| 03   | Walkin (Remix) | Bryan Cha$e, 오케이션         | [ 7 ] |
| 04   | Greenlight     | Bryan Cha$e                   | [ 8 ] |
| 05   | Rafs           | B-Free, Bryan Cha$e, 오케이션 | -     |
| 06   | Drippy         | 오케이션                      | [ 9 ] |

2주 차에 공개된 부분으로 'Dis//connêcT'의 나머지 절반에 해당하는 6곡이 수록되었다. 그중 한 곡은 역시 'The Last Orcas'의 수록곡이었고, 미완성곡이 두 개나 들어있다.
역시 피처링은 없으며 특이점은 Rafs의 프로듀서명만 기입되어 있다는 것이다. 참고로 프로듀서의 이름은 RayAyy. 유튜브 비트메이커로 Ski Mask The Slump God과 Keith Ape의 곡을 프로듀싱한 전적이 있다.

### 3. Takeoff (Remix)
| Takeoff (Remix)           |
| ------------------------- |
| 발매날짜) 2017년 6월 16일 |
| 기획사) THE BLACKLABEL    |

'Takeoff (Remix)'가 공개되었다. 그리고 모든 곡의 커버 사진이 해당 사진으로 바뀌었다.
1주 차에 공개된 'Takeoff'의 리믹스 곡으로 비프리가 Verse 1, 브라이언 체이스가 Verse 2, 비프리가 Verse 3을 맡았던 기존의 곡에서 3번째 파트를 오케이션의 파트로 교체하여 공개되었다.
비프리가 2018년 12월 24일에 이 곡을 포함한 싱글 앨범 'Wild Wild West'를 발매하면서 이 곡은 믹스테잎 수록곡 중 유일하게 음원사이트에 등록된 곡이기도 하다.

### 4. Dis//connêcT

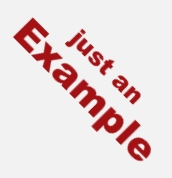
사진 넣는 방법 몰라서 못넣음
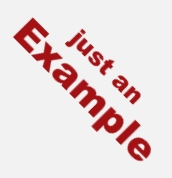
이하동문

참고로 커버는 브라이언 체이스가 후일 할로윈데이라고 바꾼 것이다(...)
2017년 6월 17일 트랙리스트
| 트랙 | 참여                         | 제목                              |
| ---- | ---------------------------- | --------------------------------- |
| 01   | B-Free, Bryan Cha$e          | Takeoff                           |
| 02   | Bryan Cha$e, B-Free          | Bet They Know                     |
| 03   | Okasian, Bryan Cha$e, B-Free | H2O                               |
| 04   | Okasian, Bryan Cha$e         | Underwater Bank (Feat. Keith Ape) |
| 05   | Okasian, B-Free, Bryan Cha$e | Blooop                            |
| 06   | Bryan Cha$e, Okasian, B-Free | Spongebob                         |
| 07   | Bryan Cha$e, B-Free          | Catch Up                          |
| 08   | Okasian, B-Free, Bryan Cha$e | Rafs (Prod. RayAyy)               |
| 09   | Bryan Cha$e                  | Greenlight (Snippet)              |
| 10   | Okasian, Bryan Cha$e         | Walkin (Remix)                    |
| 11   | Okasian, B-Free              | Pay Me X                          |
| 12   | B-Free, Bryan Cha$e, Okasian | Takeoff (Remix)                   |

'Rearview'와 미완성곡이던 'Drippy'가 사라졌다.
2017년 6월 29일 트랙리스트
| 트랙 | 참여                         | 제목                              |
| ---- | ---------------------------- | --------------------------------- |
| 1    | B-Free, Bryan Cha$e, Okasian | Rearview                          |
| 2    | B-Free, Bryan Cha$e, Okasian | Takeoff (Remix)                   |
| 3    | Bryan Cha$e                  | Greenlight (Snippet)              |
| 4    | Bryan Cha$e, B-Free          | Bet They Know                     |
| 5    | Bryan Cha$e, B-Free          | Takeoff                           |
| 6    | Bryan Cha$e, B-Free          | Catch Up                          |
| 7    | Okasian, Bryan Cha$e, B-Free | H2O                               |
| 8    | B-Free, Bryan Cha$e, Okasian | Blooop                            |
| 9    | Okasian, B-Free, Bryan Cha$e | Rafs (Prod. RayAyy)               |
| 10   | Bryan Cha$e, Okasian, B-Free | Spongebob                         |
| 11   | Okasian, Bryan Cha$e         | Underwater Bank (Feat. Keith Ape) |
| 12   | Okasian, Bryan Cha$e         | Walkin (Remix)                    |
| 13   | Okasian, B-Free              | Pay Me X                          |

수정되면서 트랙리스트 순서가 수정되었고 '//connêcT'에 있다가 사라졌던 'Rearview'가 추가되었다. 그리고 'Rearview'의 오케이션 파트의 분량이 늘어났다.

## 여담
공식 발매가 안된 앨범이고 중간이 브라이언 체이스가 여러번 트랙 리스트의 순서를 수정하여 공식적 순서가 존재하지 않는다.